# Recensement des États-Unis de Colombie de 1870
Le recensement des États unis de Colombie de 1870 est un recensement de la population lancé en 1870 aux États-Unis de Colombie (ancien État fédéral d'Amérique du Sud correspondant aux actuels pays de Colombie et du Panama). 

## Histoire
Le 10 avril 1869, une loi est promulguée préparant la réalisation d'un recensement de la population des États unis de Colombie. 
Effectué en 1870, il est approuvé par la loi no 41 de 1871 (le 19 mai).
C'est le septième recensement du pays après ceux de 1770 (Vice-royauté de Nouvelle-Grenade), 1825 (Grande Colombie), 1835, 1843 et 1851 (République de Nouvelle-Grenade) et 1864 (États-Unis de Colombie).

## Résultats
Selon les résultats du recensement, les États unis de Colombie comptent en 1870 un total de 2 951 323 habitants, dont 1 434 129 hommes et 1 517 194 femmes. La population des indigènes est estimée à 80 000 sur l'ensemble du territoire national. Les États les plus peuplés sont Boyacá, Cauca, Cundinamarca et Santander.

### État souverain d'Antioquia
L'État souverain d'Antioquia est géographiquement l'équivalent de l'actuel département d'Antioquia. Il est divisé en six départements, eux-mêmes divisés en districts. Sa capitale est Medellín.
Il compte un total de 365 974 habitants dont 180 496 hommes et 185 478 femmes.

### État souverain de Bolívar
Aujourd'hui, la région de l'ancien état constitue les départements de Bolívar, Sucre, Córdoba et Atlántico, dans le nord de la Colombie, et de San Andrés y Providencia dans la mer des Caraïbes.
L'État de Bolívar est divisé en dix provinces, divisées en districts. La capitale de l'État est Carthagène des Indes. Il compte un total de 241 704 habitants dont 116 215 hommes et 125 489 femmes.

### État souverain de Boyacá
L'État souverain de Boyacá est géographiquement l'équivalent des actuels départements de Boyacá, Casanare et Arauca. Sa capitale est Tunja. Il est divisé en six départements, eux-mêmes divisés en districts. 
Il compte un total de 482 874 habitants dont 234 127 hommes et 248 747 femmes.

### État souverain de Cauca
L'État souverain du Cauca est géographiquement l'équivalent des actuels départements de Chocó, Valle del Cauca, Cauca, Nariño, Putumayo, Caquetá, Amazonas, Vaupés, Guainía et Guaviare. Sa capitale est Popayán.
Il est divisé en seize municipalités (Municipios) et un territoire, eux-mêmes divisés en districts. Il compte un total de 435 078 habitants dont 211 314 hommes et 223 764 femmes.

### État souverain de Cundinamarca
L'État souverain de Cundinamarca est géographiquement l'équivalent des actuels départements de Cundinamarca, Meta et Vichada. Sa capitale est Bogota. Il est divisé en sept départements, eux-mêmes divisés en districts. 
Il compte un total de 409 002 habitants dont 196 841 hommes et 212 761 femmes. 

### État souverain de Magdalena
L'État souverain de Magdalena est géographiquement l'équivalent des actuels départements de Magdalena, La Guajira et Cesar. Sa capitale est Santa Marta. Il est divisé en 5 départements, eux-mêmes divisés en districts. 
L'État de Magdalena compte un total de 85 255 habitants dont 40 682 hommes et 44 573 femmes.

### État souverain de Panama
L'État souverain du Panama est géographiquement l'équivalent de l'actuel État du Panama. Sa capitale est Panama. Il est divisé en un district capital, six départements et trois comarques. 
L'État de Panama compte 221 052 habitants dont 113 215 hommes et 107 837 femmes.

### État souverain de Santander
L'État souverain du Santander est géographiquement l'équivalent des actuels départements de Santander et Norte de Santander. Sa capitale est El Socorro. Il est divisé en huit départements, eux-mêmes divisés en districts. 
L'État de Santander compte 425 427 habitants dont 204 551 hommes et 220 876 femmes.

### État souverain de Tolima
L'État souverain du Tolima est géographiquement l'équivalent des actuels départements de Tolima et Huila. Sa capitale est Neiva. Il est divisé en trois départements, eux-mêmes divisés en districts ou aldeas. 
L'État de Tolima compte un total de 230 891 habitants dont 110 791 hommes et 120 100 femmes.